# Martin Widén
Axel Martin Widén (i riksdagen kallad Widén i Östersund), född 21 augusti 1902 i Gävle, död 25 april 1974 i Stockholm, var en svensk folkskollärare, fackföreningsman och politiker (folkpartist).
Martin Widén, som var son till en lagerarbetare, tog folkskollärarexamen 1925 och var därefter folkskollärare i Hammerdal och Östersund 1925–1966. Han var framträdande i den svenska lärarrörelsen och var ordförande i Sveriges folkskollärarförbund 1954–1963 samt i Sveriges lärarförbund 1963–1966. I Östersund var han ledamot i stadsfullmäktige 1950–1965.
Han var riksdagsledamot i första kammaren för Västernorrlands läns och Jämtlands läns valkrets 1961–1964. I riksdagen var han suppleant i statsutskottet 1961–1964 och ledamot i allmänna beredningsutskottet 1962–1964. Han var flitigt engagerad i skolpolitik.